# Ryosuke Hisadomi
Ryosuke Hisadomi (født 19. marts 1991) er en japansk fodboldspiller, som spiller for den japanske fodboldklub Tochigi SC.